# فرانثيسكو ألبارادو
فرانثيسكو ألبارادو، المعروف عادةً بـ «الفيلسوف الرانثيو» (مارشيناMarchena، 25 أبريل 1756 - 31 أغسطس 1814)، كان كاهنا، راهبًا دومينيكانيًا، فيلسوفًا، لاهوتيًا، وكاتب منشورات ردّ فعلية إسباني.

## سيرته الذاتية
ولد في مارتشينا عام 1756، من أصل فلاح بسيط. التحق وهو طفل بمدرسة اليسوعية في مارتشينا حتى طرد الرفقاء من إسبانيا في عام 1766. في الخامسة عشرة من عمره دخل دير الدومينيكان في سان بابلو في إشبيلية ، حيث ارتدى الزي الديني في عام 1771. أدى نذره الديني في 16 أكتوبر 1772.

### حياته العلمية
من عام 1772 إلى عام 1778 درس في دير سان بابلو اللغات الكلاسيكية، والعلوم الإنسانية، والعلوم الطبيعية ، والفلسفة واللاهوت . وعن هذه المرحلة ،قال الراهب أبيلاردو لوباتو
في تلك السنوات، كان التكوين لا يزال صارما، في معارضة تامة للموضة التي فرضتها فرنسا مع الموسوع Letras clásicas التنوير. كان يعتمد على الآداب الكلاسيكية، وبدأ فيCiencias naturales العلوم الطبيعية، وأولى اهتمامًا كبيرًا للفلسفة المدرسية، ونظم كل المعرفة لدراسة اللاهوت. كانت اللاتينية لغة الطبقات. وقد تكون في الفلسفة من خلال عمل Pedro hispanooبيدرو هيسبانو، ودليل غولدينغ بيردغودين، ودوراتJuan de santo tomás خوان دي سانتو توماس. أمضى ألفارادو ست سنوات في دير سان بابلو."."
في عام 1778 انتقل إلى دير سانتو توماس - الذي تأسس في   بواسطة رئيس الأساقفة دييغو دي ديزا - بعد فوزه في مسابقة سمحت له بالحصول على منحة دراسية للدراسة في الدير المذكور لمدة عشر سنوات (حتى عام 1788). بين عامي 1778 و1781 - الفترة التي كان فيها كاهنا - أكمل دراساته اللاهوتية واستعد للتدريبات التي ستسمح له بالحصول على الألقاب الأكاديمية البكالوريوس و الليسانس في الفلسفة، والتي حصل عليها في عام 1781. ثم بدأ مسيرته التدريسية في دير القديس

### حياته المهنية
كان أستاذا لمادة المنطق من سنة 1781 حتى 1783، وأستاذ لمادة الفيزياء من 1783 حتى 1784، ثم أستاذا لمادة الميتافيزيقا من 1784 حتى 1785. بين عامي 1785 و1787، تعميق في دراسة اللاهوت وحصل على درجتي البكالوريوس الليسانس في اللاهوت المقدس. وخلال العام الدراسي 1787-1788، أُسندت إليه إحدى كراسي اللاهوت، حيث ألقى دروسا في الكتاب المقدس. وفي عام 1788، انتهت منحته الدراسية التي دامت عشر سنوات في دير سانتو توماس، فعاد إلى دير سان بابلو في [[إشبيلية ليعمل أستاذا للاهوت. وقد جمع بين التدريس والدراسة والوعظ، وسرعان ما لمع نجمه كخطيب ديني. وفي عام 1805، نال درجة "المايسترو" في اللاهوت المقدس، وهي أعلى درجة أكاديمية تمنحها رهبنة الدومينيكان.
وعندما اقترب الجنود الفرنسيون في أوائل عام 1810 من إشبيلية، ذهب إلى المنفى في تافيرا ( البرتغال )، ولكن ليس قبل أن يترك العشرة التالية مكتوبة على باب زنزانته:
"ربط القلم والفم، / وشد أغلالنا أكثر، / حكم الأوغاد فقط، / وسرقة ما يخصنا، / تحطيم الصخرة الصلبة / للإيمان والدين، / مضاعفة الضرائب، / إزالة الكنيسة والملك، / وتدمير قانوننا: / هذا هو الدستور."
كانت إقامته في البرتغال، على الرغم من صعوبتها، مثمرة للغاية، حيث كرس نفسه للدراسة والكتابة والصلاة. في المرحلة الأولى من نفيه تعاون مع مشروع كورتيس . وكتب عشر رسائل موجهة إلى فرانسيسكو خافيير سيينفويغوس خوفي لانوس ، الذي كان آنذاك كاهنا ودكتور في اللاهوت المقدس - الكاردينال ورئيس أساقفة إشبيلية في المستقبل - ورسالة واحدة إلى فرانسيسكو غوميز فرنانديز. سيتم توزيع هذه الرسائل بين النواب. وفي هذه الرسائل، حدد ألفارادو ما يعتقد أنه ينبغي أن تكون عليه الكورتيس، وما هي القضايا التي ينبغي لها أن تعالجها، وكيف.
وفي مرحلة ثانية من منفاه في البرتغالي، وبسبب خطاب ألقاه النائب الليبرالي أوغستين دي أرجويليس في برلمان قادس ، اعتبر أن الجمعية تتخذ اتجاهاً خطيراً، ولذلك كرس نفسه لمحاربة الأفكار الليبرالية ــ المستوردة من فرنسا ــ التي كان يدافع عنها بعض النواب. وكتب عدة رسائل نقديه إلى صديقه فرانسيسكو دي ساليس رودريغيث دي لا بارثينا —الذي كان قد طلب منه النصيحة—، فنشرها ووزعها بين النواب المتبقيين.
في المرحلة الثالثة والأخيرة من منفاه في البرتغالي كتب ما يسمى بالرسائل النقدية للفيلسوف الفاسد ، لدحض كتابات وآراء الليبراليين المشهورين الذين كانوا نواب أو كان لهم تأثير على العديد من النواب.

## نهاية حياته
في أغسطس 1812، تم تحرير إشبيلية، لكن ألفارادو، الذي تم تعيينه رئيسًا إقليميا للرهبنة، لم يتمكن من الاستيلاء على الدير حتى 12 فبراير 1813. ومنذ تلك اللحظة تدهورت صحته بسرعة. قبل وفاته بفترة وجيزة، حصل على تعيين مستشار في محكمة محاكم التفتيش المقدسة ، بتوقيع الملك فرديناند السابع .
بعد أن استقال من منصب الرئيس، توفي في 31 أغسطس عام 1814.
لقد كان أحد أبرز المؤلفين الرجعيين إلى جانب الهيرونيميين أغوستين دي كاسترو وفرناندو دي سيبالوس ، والعلمانيين نيكولاس بيريز، و"إل سيتابينسي" وميغيل دي لارديزابال ، والأساقفة رايموندو ستراوخ إي فيدال - الذي استشهد عام 1823 - ورافائيل دي فيليز

## الأوسمة والجوائز
- ماجستير اللاهوت المقدس، وهو أعلى لقب أكاديمي تمنحه هيئة الوعاظ (1805).
- مستشار في محكمة التفتيش المقدسة تم تعيينه من قبل الملك فرديناند السابع (1814).

## أعماله
الأعمال التي كتبها ألبارادو في مختلف الأنواع هي:
رسائل أرسطو (مايو 1786-نوفمبر 1787). في: الرسائل الفلسفية التي كتبها ر.م. تحت الاسم المفترض لأرسطو. الأب ماستر فرانسيسكو ألفارادو، المعروف الآن باسم الفيلسوف الفاسد ... يولدهم الرمو مع السبعة والأربعين السابقين. الأب النائب العام لرهبنة القديس دومينيك. مدريد. تمت طباعته بواسطة أجوادو، 1825.
الخطب: بعض فقرات المسند بمناسبة الفصل الإقليمي (1801، 1802 أو 1810). في: رسائل غير منشورة، ملاحظة 90-92؛ عظة الشهيد والمحقق المجيد القديس بطرس
رسائل غير منشورة (5 أغسطس 1810 – 14 فبراير 1811). في: رسائل غير منشورة للـ Rmo. وجه الأب ماستر فرانسيسكو ألفارادو من رهبنة الوعاظ، المعروف باسم الفيلسوف رانسيو ، رسالة إلى معالي السيد د. فرانسيسكو خافيير سيينفويغوس، الكاردينال الحالي للكنيسة الرومانية المقدسة ورئيس أساقفة إشبيلية، وواحد إلى د. فرانسيسكو غوميز فرنانديز. مدريد. إمب.د. خوسيه فيليكس بالاسيوس، محرر. 1846.
الحوار (أغسطس 1810). في: ملحق رسائل XLVII للفيلسوف رانسيو مدريد. طبعه ميغيل دي بورغوس، ١٨٢٥.
رسائل نقدية (5 مايو 1811-23 مارس 1814). في: رسائل نقدية كتبها Rmo. الأب المعلم الأب فرانسيسكو ألباارادو، من رتبة الوعاظ، أي الفيلسوف الفاسد، الذي... إن المبادئ والمبادئ الخبيثة للإصلاحيين الجدد تتعرض للتحدي . مدريد، مطبوع بواسطة E. أجوادو، 1824-1825، 5 مجلدات. (الخامس، من عام 1825، يتألف من رسائل أرسطو التسعة عشر، التي كتبت في وقت سابق، بين مايو 1786 ونوفمبر 1787)
رسائل خاصة(27 أكتوبر 1811-23 أكتوبر1813)
مقالات صحفية(1813-1814)